# 趙賢
趙賢（1534年—1606年），字良弼，號汝泉，河南汝寧府汝陽縣人，民籍，明朝政治人物。

## 生平
嘉靖三十四年（1555年）乙卯科河南鄉試第二名舉人，三十五年（1556年）中式丙辰科會試第三十七名，二甲第二十七名進士。工部觀政，授戶部主事，升員外郎、郎中，四十二年（1563年）出為順德府知府，四十四年（1565年）調荊州府知府，隆慶二年（1568年）升湖廣布政使司參政，仍管府事，三年（1569年）十月丁父憂歸，服闋，六年（1572年）正月復除原職，四月升浙江按察使，七月升都察院右僉都御史、巡撫湖廣，萬曆三年（1575年）五月升左僉都御史、協理都察院事，五年（1577年）九月升右副都御史、巡撫山東，八年（1580年）升吏部右侍郎，九年（1581年）升吏部左侍郎，十年（1582年）五月升南京吏部尚書，十一年（1583年）四月以病乞休，三十四年（1606年）十月卒，享年七十三。

## 家族
曾祖趙敬；祖父趙興，贈通議大夫都察院右副都御史；父趙學（1492年-1569年），號望菴，封荊州府知府 贈通議大夫都察院右副都御史。母張氏（贈安人）；繼母宋氏。從兄趙遷、趙鉞、趙銘。兄趙舉、趙章，弟趙贇。子趙壽祖，萬曆八年進士，山東按察使。孫趙得卯（官生）、趙得辰、趙得巳、趙得庚。曾孫趙靈昭（官生）。